# Ghiacciaio Talbot
Il ghiacciaio Talbot (in inglese Talbot Glacier) (65°12′S 63°14′W) è un ghiacciaio situato sulla costa di Danco, nella parte occidentale della Terra di Graham, in Antartide. Il ghiacciaio, il cui punto più alto si trova 688 m s.l.m., fluisce fin dentro il fiordo di Etienne, nella baia Flandres.

## Storia
Il ghiacciaio Talbot è stato scoperto dalla spedizione belga in Antartide del 1897-1899, comandata da Adrien de Gerlache, ed è stato così battezzato dal Comitato britannico per i toponimi antartici in onore di William Fox Talbot (1800—1877), l'inventore inglese del procedimento fotografico chiamato calotipia.